# Un gars le soir
Un gars le soir était une émission de télévision animée par Jean-François Mercier diffusée sur la chaîne québécoise V de septembre 2010 au 7 mars 2013. Un épisode spécial de 60 minutes, qui s'appelait Un gars grand public le soir, a été diffusé le 8 mars 2013. Dans cet épisode spécial, Jean-François Mercier présentait à la direction de V, en compagnie de son invitée Véronique Cloutier, le pilote d'un talk-show de fin de soirée destiné au grand public. Il présentait également d'autres idées d'émission, que V pourrait diffuser, grandement inspirées par des émissions de télé que nous connaissons déjà : par exemple, Les Véros (Les Bobos) et Mettons que (Et si?).

## Équipe technique
- Animateur : Jean-François Mercier
- Collaborateurs : Maripier Morin, Anne-Marie Losique, Vincent C, Philippe Laprise, Mike Ward, Tammy Verge, Anaïs Favron et Nelson Harvey
- Concepteurs : Nicolas Lemay et Jean-François Mercier
- Auteurs : Jean-François Mercier, Nicolas Lemay, Simon Cohen, Michel Sigouin
- Réalisateur studio : Mathieu Gadbois
- Producteur au contenu : Hugo Roberge
- Productrice déléguée : Amélie Vachon
- Directrice de production : Cindy Labrecque
- Producteur : Luc Wiseman
- Société de production: Avanti Ciné Vidéo